# Vinylamin
Vinylamin, auch als Aminoethen, Aminoethylen oder Ethenamin bezeichnet, ist ein Amin mit der chemischen Formel C2H5N beziehungsweise H2C=CH–NH2.

## Herstellung und Eigenschaften

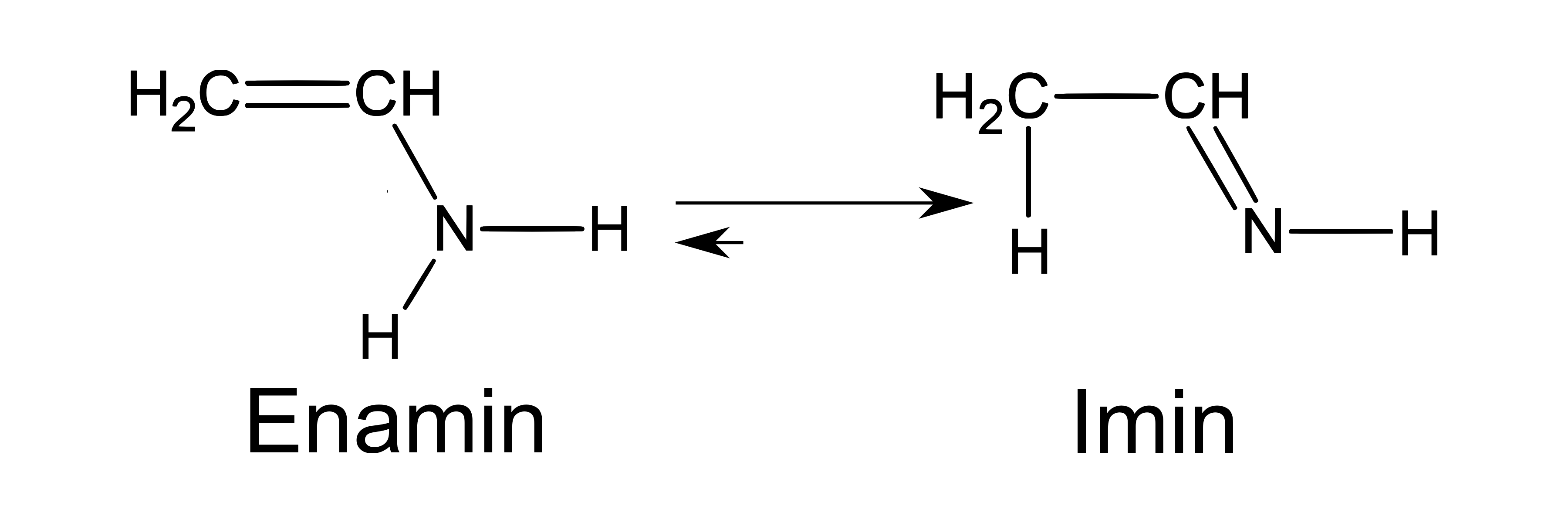
Imin-Enamin-Tautomerie von Vinylamin

Vinylamin existiert als Tautomer von Ethylidenimin. Beide Tautomere, das Enamin Vinylamin sowie das entsprechende Imin Ethylidenimin, sind instabil. Ethylidenimin lässt sich beispielsweise als Umlagerungs- beziehungsweise Zersetzungsprodukt von Aziridin oder 2,4,6-Trimethyl-[1,3,5]triazin, kurzzeitig in der Gasphase synthetisieren.
Vinylamin ist das theoretische Basismonomer von Polyvinylamin (PVAm). Die Synthese von PVAm erfolgt jedoch über die Polymerisation von N-Vinylformamid mit anschließender Hydrolyse, da Vinylamin selbst nicht zugänglich ist.